# Херсонська ТЕЦ
Херсо́нська ТЕЦ — теплоелектроцентраль, яка обслуговує майже 50% житлового фонду міста Херсон, що отримують теплоносій централізовано.

## Станція
ТЕЦ працює в паралелі з Єдиною енергетичною системою України по лініях — 154 кВ та за допомогою трьох трансформаторів зв'язку.
Система циркуляційного водозабезпечення ТЕЦ замкнена з двома градирнями з площею охолодження 500 м² кожна. Технічне водозабезпечення ТЕЦ надходить від берегової насосної станції по трьох напорних трубопроводах. На балансі ТЕЦ нараховується 8 центральних, 15 групових, 56 індивідуальних теплопроводів, 110 вузлів приєднання опалення i 76 вузлів приєднання гарячого водопостачання, 15 підкачувальних і перекачувальних насосних станцій.
План робочої потужності у 2010 році склав 13,3 МВт. Фактична потужність у 2010 році склала 12,8 МВт.

## Історія
Херсонська ТЕЦ будувалась у дві черги.
- Перша черга ХТЕЦ споруджена у 1955-58 рр., складалася з чотирьох котлів ЦКТІ-75-39Ф і двох турбогенераторів типу ПТ-12-35/10 (перемаркованих в 1991 році на 10 МВт);

- Друга черга споруджена в період 1965-69 рр. складалася з трьох енергетичних котлів типу БКЗ-160-100Ф, двох турбогенераторів типу ПР-25-90/10-0, 9 і двох водогрійних котлів типу ПТВМ-50-1.

До 1981 року ХТЕЦ використовувала тверде паливо — вугілля. Оскільки Херсонська ТЕЦ знаходиться в міській зоні, в період 1978–1981 років, була здійснена реконструкція котлів на спалювання мазуту і природного газу.
Існуючі енергетичні котли ТЕЦ були реконструйовані із збільшенням паропродуктивності: котли ст. № 1–4 з 75 т/год до 105 т/год, котли ст. № 5–7 з 160 т/год до 200 т/год кожен.
Турбогенератори ст. № 3 та № 4 типу ПР-25-90/10/0, 9 були також реконструйовані з підвищенням розрахункової витрати пари і збільшенням одиничної потужності до 35 МВт (у 1991 році перемаркировані на 30 МВт). Енергетичні котли встановлені в головному корпусі, водогрійні, в окремій будівлі. Парові котли підключені до загальної димової трубі висотою 120 метрів і діаметром гирла 6 метрів.
В листопаді 2022 року була підірвана російськими військами при відступі з Херсона.